# Earwig (film, 2021)
Pour plus de détails, voir Fiche technique et Distribution.
Earwig est un film belgo-franco-britannique réalisé par Lucile Hadzihalilovic, sorti en 2021.
C'est l'adaptation du roman du même nom de l'écrivain britannique Brian Catling (en) paru en 2019.

## Synopsis
Mia (rôle muet) est une fillette d'une dizaine d'années, orpheline ou abandonnée par ses parents, porteuse d'une agénésie dentaire. Elle est hébergée, quasi recluse, dans un appartement aux volets constamment fermés et presque vide, où Albert Scellinc, ancien militaire de carrière ayant fait la guerre de 1939-1945, solitaire et taciturne, est chargé contre rétribution de lui fabriquer quotidiennement des dents en glace à partir de sa salive recueillie à l'aide d'un étrange et contraignant dispositif, et de lui donner à manger. Divers éléments insérés au fil de l'histoire – visuels, mais aussi sonores, liés au caractère surnaturel et hypnotique des instruments utilisés dans la bande son - suggèrent qu'Albert souffre d'oublis, de déformation des souvenirs et d'hallucinations. Dans son rôle de gardien trop attentif sinon pervers, il écoute par l'intermédiaire d'un verre posé sur une porte comme un pavillon de stéthoscope les activités de la fillette lorsqu'elle est seule dans sa chambre (ce qui nous donne la signification de son surnom « Earwig » (perce-oreilles), en argot anglais « celui qui écoute aux portes »). La fillette elle-même vient épier Albert qui dort dans une simple chambre de bonne à l'étage supérieur. En dehors de quelques meubles strictement utilitaires (lit, table, chaises, armoire frigorifique avec congélateur pour la salive, cuisinière, évier et horloge), on trouve dans l'appartement un tableau de caractère fantastique représentant une maison de maître du XIXe siècle sur un fond rougeoyant, et une armoire vitrée, également éclairée en rouge de l'intérieur, comportant une collection de verres à pied, dont un flashback indique qu'ils ont servi à la mère du jeune Albert de verres musicaux, ces idiophones connus comme précurseurs d'instruments de musique souvent associés au mystère et à l'étrangeté, notamment les ondes Martenot et le Cristal Baschet utilisés dans la bande sonore du film.
À l'insu l'un de l'autre, Albert et Mia viennent passer des moments contemplatifs et de fascination devant le tableau ou la vitrine ; un jour, la fillette casse un verre de couleur rouge, dont Albert ramassera et emballera soigneusement les débris. Le seul autre être humain semblant présent dans l'immeuble est la concierge, chargée de laver le corridor. Un insecte rampant est filmé en gros plan (allusion à la métaphore du roman de Brian Catling relative au personnage de Scellinc). Plus tard, un chat noir viendra se joindre aux deux protagonistes et se montrera particulièrement hostile envers Albert, mais sera ami avec la fillette. Lorsque l'état buccal de Mia se complique de gingivorragies, un dentiste vient implanter des dents en verre à la patiente, allongée le temps de l'intervention sur la table de la cuisine. Peu de temps auparavant, le commanditaire des soins, désigné par Scellinc comme un des "Maîtres", lui avait annoncé par téléphone que les versements ne seraient plus effectués, et qu'il devrait confier prochainement la fillette à un orphelinat, après l'avoir un peu réadaptée à la vie extérieure. Au cours d'une promenade, échappant à son gardien, elle se laisse glisser dans une rivière, heureusement repêchée à temps ; une femme, que l'on reconnaitra ultérieurement comme Céleste, a suivi la scène, sans intervenir. Un soir, Scellinc se rend dans un bar, où il est abordé par un inconnu qui se présente à lui comme voyageur de passage, le fait boire et lui tient des propos troublants sur son passé, ce qui déclenche un accès de violence de Scellinc, qui blesse sérieusement au visage avec un tesson de bouteille une des serveuses du bar, Céleste, révélée par le voyageur comme ancienne amante de Scellinc.
Cependant, Scellinc n'est pas inquiété pour cet acte barbare et reprend le cours habituel de son existence avec Mia, tandis que les soins et l'hospitalisation de Céleste sont pris en charge par Laurence, un client qui a assisté à la scène, et qui propose ensuite à la jeune femme de vivre avec lui. Elle accepte, mais se ravise un peu plus tard lors d'un voyage en train, laissant Laurence et les bagages sur le quai après avoir entraperçu Albert à la fenêtre d'un compartiment du train, par lequel il conduit Mia vers sa nouvelle demeure. Dans l'établissement où la fillette est alors placée, on retrouve l'inconnu du bar vêtu d'une blouse blanche, apparemment médecin directeur de l'orphelinat ; des papiers attestent que Mia est en fait la fille d'Albert Scellinc et de sa femme Marie - que l'on a vue lors d'un flashback mourir en couches -, ce que Scellinc nie avec véhémence et une conviction non feinte. Il s'avère que la façade de l'orphelinat est celle de l'étrange maison du tableau fantasmagorique de l'appartement. Repartant après avoir signé un transfert de tutelle, Scellinc croise une femme, qu'il croit confusément être Marie, mais c'est Céleste, qui l'a suivi et à son tour lui laboure le visage avec le tesson de bouteille.
Les deux anciens amants défigurés s'étreignent dans un baiser ensanglanté.

## Fiche technique
Sauf indication contraire, les informations mentionnées dans cette section peuvent être confirmées par la base de données cinématographiques IMDb,  présente dans la section « Liens externes ».
- Titre original : Earwig
- Réalisation : Lucile Hadzihalilovic
- Scénario : Geoff Cox et Lucile Hadzihalilovic d'après le roman de Brian Catling (en)
- Direction artistique : Julia Irribarria
- Décors : Jeanne Fonsny
- Costumes : Jackye Fauconnier
- Photographie : Jonathan Ricquebourg
- Montage : Adam Finch
- Musique : Nicolas Becker, Warren Ellis et Augustin Viard
- Société de production : Petit Film et Anti-Worlds ; SOFICA : Cofinova 16
- Pays de production :  Royaume-Uni,  France et  Belgique
- Langue originale : anglais
- Format : couleur — 2,35:1[1]
- Genre : drame
- Durée : 114 minutes
- Dates de sortie :
  - Canada : 10 septembre 2021 (Festival international du film de Toronto)[2]
  - Royaume-Uni : 15 octobre 2021 (Festival du film de Londres)[3]
  - France : 16 mars 2022 (Festival international de films de femmes de Créteil)[4], 18 janvier 2023
- Classification :
  - France : interdit aux moins de 12 ans

## Distribution
- Paul Hilton (en) : Albert
- Romane Hemelaers : Mia
- Romola Garai : Céleste
- Alex Lawther : Laurence
- Anastasia Robin : Marie
- Peter Van Den Begin : l'étranger
- Isabelle de Hertogh : la concierge
- Michael Pas : le dentiste
- Martin Verset : Albert jeune
- Marie Bos : la réceptionniste

## Production

### Genèse et développement
Le film est l'adaptation du roman du même nom de l'écrivain britannique Brian Catling (en) paru en 2019.

### Tournage
Le tournage qui a eu lieu en Belgique s'est terminé début 2021.

## Accueil

### Accueil critique
En France, le site Allociné propose une moyenne de 3,6⁄5, fondée sur 18 critiques de presse.

## Distinctions

### Récompenses
- Festival international du film de Saint-Sébastien 2021 : prix spécial du jury[7]
- Paris International Fantastic Film Festival 2022 : Prix des lecteurs Mad Movies[8]

### Sélections
- Festival du film de Londres 2021[3]
- Festival international de films de femmes de Créteil 2022[4]
- Festival Hallucinations collectives 2022 : film de clôture[9]